# Schlacht bei Wertingen
Kap Finisterre – Wertingen – Günzburg – Haslach-Jungingen – Elchingen – Ulm – Trafalgar – Caldiero – Mehrbach – Lambach – Bodenbühl – Steyr – Amstetten – Mariazell – St. Pölten – Kap Ortegal – Dürnstein – Schöngrabern – Wischau (Vyškov) – Austerlitz – San Domingo
In der Schlacht bei Wertingen rieben am 8. Oktober 1805 französische Truppen unter dem Kommando von Joachim Murat und Jean Lannes eine kleine österreichische Armee unter dem Kommando von Franz Xaver von Auffenberg südwestlich von Wertingen auf. Die Schlacht bei Wertingen war eine der Eröffnungsschlachten der Schlacht bei Ulm und der erste Akt des Dritten Koalitionskriegs. Den Franzosen gelang damit ein strategischer Streich, der eine österreichische Armee bereits zu Beginn des Krieges nahezu vollständig eliminierte.

## Hintergrund
Nachdem Kaiser Napoleon Bonaparte seine aus über 200.000 Mann bestehende Armee über den Rhein geführt hatte, überquerte er die Donau und traf dabei auf eine österreichische Armee unter Karl Mack von Leiberich bei Ulm. In Unkenntnis der Stärke der herannahenden Truppen hielt er seine Position, während die französischen Truppen Stellung im Donaugebiet bezogen und die Wege von Ulm nach Wien blockierten.

## Truppen
Murats Truppen umfassten die schweren Kavallerieeinheiten unter Louis Klein und Marc Antoine de Beaumont und leichte Kavallerieeinheiten, die von Antoine Charles Louis de Lasalle geführt wurden. Diese wurden durch Grenadiere unter dem Kommando von Charles Nicolas Oudinot und leichte Infanterie unterstützt.
Auffenberg stand eine vielfältige Mischung aus Kavallerie, Kanonen und Infanterie zur Verfügung, die von Maximilian Baillet von Latour und Friedrich Franz Xaver von Hohenzollern-Hechingen geführt wurden.

## Schlachtverlauf

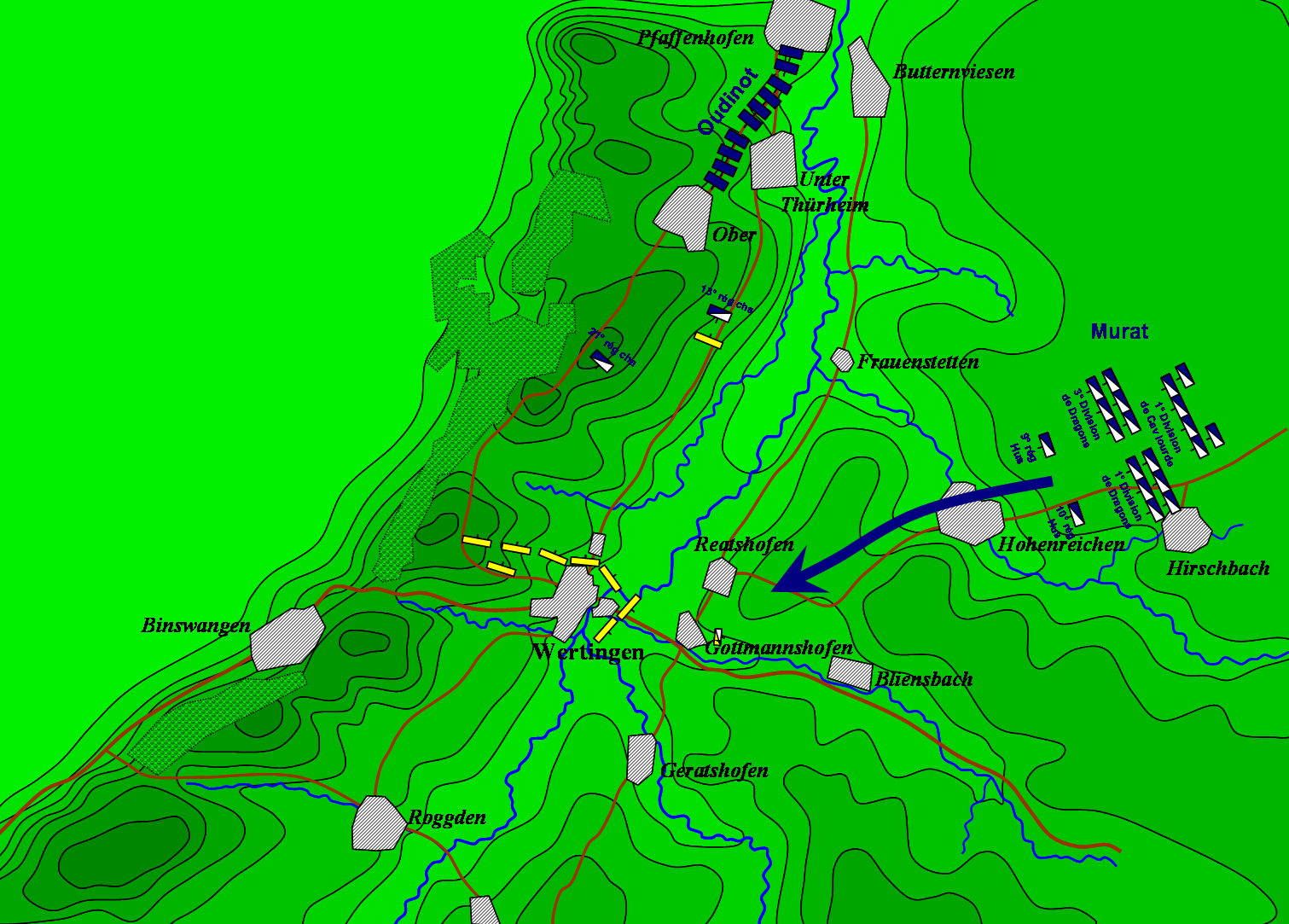
Die Position der französischen (blau) und österreichischen (gelb) Truppen zu Beginn der Schlacht.

Da Auffenbergs Truppen von den vorrückenden Franzosen überrascht wurden, scheint Auffenberg nur einen kleinen Teil seiner Armee mobilisiert zu haben, etwa 5.500 Mann. Der Verlauf der Schlacht ist jedoch umstritten. Ein Historiker spricht davon, dass einzelne österreichische Bataillone durch Kavallerieangriffe aufgerieben oder umzingelt wurden und daher kapitulierten. Ein anderer Autor schreibt, dass die österreichischen Grenadiere sich als Viereck formierten und Kavallerieangriffen standhielten, bis französische Grenadiere angriffen.
Die französischen Verluste werden mit 319 Toten und Verwundeten angegeben. Die Österreicher erlitten 400 Tote und Verwundete. Zusätzlich gerieten 2.900 Mann in Gefangenschaft und sechs Kanonen wurden durch die Franzosen erbeutet. Ein Historiker spricht von 2.000 gefangengenommenen Österreichern. Da die Versorgungsrouten abgeschnitten waren, zogen sich die Österreicher zu ihrer Basis in Ulm zurück.

## Gedenken
Im Quartier Saint-Germain-des-Prés des 6. Arrondissements von Paris führte eine Straße, die heutige „Rue de Furstemberg“,  zum Gedenken an die Schlacht von 1806 - 1815 den Namen „Rue de Wertingen“. Am Pariser Triumphbogen ist der Ort der Schlacht an der Innenseite der großen Bögen eingraviert.
In Wertingen erinnern ein Gedenkstein am Judenberg und seit 1905 die „Napoleonstanne“ in Wertingen-Gottmannshofen an die Schlacht.
Das Schlachtengemälde aus dem Berthierzyklus von Wilhelm von Kobell von 1807 zeigt das Schlachtfeld vor der Ansicht der Stadt.